# Свалявський
Свалявський — струмок в Україні, у Перечинському районі Закарпатської області. Ліва притока струмка Довгого (басейн Дунаю).

## Опис
Довжина струмка приблизно 6,17 км.

## Розташування
Бере початок на південному заході від Оленьово. Тече переважно на північний захід через Свалявку і впадає у струмок Довгий, ліву притоку Шипіту, верхньої частини річки Тур'ї.
Струмок перетинає декілька разів автомобільна дорога Т 0712